# 100 mètres féminin aux championnats du monde d'athlétisme 2009
Navigation
Osaka 2007 Daegu 2011
L'épreuve du 100 mètres féminin des championnats du monde de 2009 s'est déroulée les 15 et 16 août 2009 dans le stade olympique de Berlin, en Allemagne. Elle est remportée par la Jamaïcaine Shelly-Ann Fraser.

## Critères de qualification
Pour se qualifier (minima A), il faut avoir réalisé moins de 11 s 30 du 1er janvier 2008 au 3 août 2009. Le minima B est de 11 s 40.

## Médaillées
| Or                | Argent         | Bronze          |
| Shelly-Ann Fraser | Kerron Stewart | Carmelita Jeter |

## Résultats

### Finale
| Rang               | Athlète                  | Pays       | Temps            |
| ------------------ | ------------------------ | ---------- | ---------------- |
| Médaille d'or      | Shelly-Ann Fraser        | Jamaïque   | 10 s 73 (WL, PB) |
| Médaille d'argent  | Kerron Stewart           | Jamaïque   | 10 s 75 (PB)     |
| Médaille de bronze | Carmelita Jeter          | États-Unis | 10 s 90          |
| 4                  | Veronica Campbell-Brown  | Jamaïque   | 10 s 95 (SB)     |
| 5                  | Lauryn Williams          | États-Unis | 11 s 01 (SB)     |
| 6                  | Debbie Ferguson-McKenzie | Bahamas    | 11 s 05          |
| 7                  | Chandra Sturrup          | Bahamas    | 11 s 05          |
| 8                  | Aleen Bailey             | Jamaïque   | 11 s 16          |

### Demi-finales
| Rang | Athlète                  | Pays                      | Temps          |
| ---- | ------------------------ | ------------------------- | -------------- |
| 1    | Shelly-Ann Fraser        | Jamaïque                  | 10 s 79 Q (SB) |
| 2    | Kerron Stewart           | Jamaïque                  | 10 s 84 Q      |
| 3    | Lauryn Williams          | États-Unis                | 11 s 01 Q (SB) |
| 4    | Debbie Ferguson-McKenzie | Bahamas                   | 11 s 03 Q      |
| 5    | Kelly-Ann Baptiste       | Trinité-et-Tobago         | 11 s 07        |
| 6    | Verena Sailer            | Allemagne                 | 11 s 24        |
| 7    | Tahesia Harrigan         | Îles Vierges britanniques | 11 s 34        |
| 8    | Ayanna Hutchinson        | Trinité-et-Tobago         | 11 s 58        |

| Rang | Athlète                 | Pays              | Temps          |
| ---- | ----------------------- | ----------------- | -------------- |
| 1    | Carmelita Jeter         | États-Unis        | 10 s 83 Q (PB) |
| 2    | Veronica Campbell-Brown | Jamaïque          | 11 s 00 Q      |
| 3    | Chandra Sturrup         | Bahamas           | 11 s 01 Q      |
| 4    | Aleen Bailey            | Jamaïque          | 11 s 16 Q      |
| 5    | Muna Lee                | États-Unis        | 11 s 18        |
| 6    | Vida Anim               | Ghana             | 11 s 43        |
| 7    | Semoy Hackett           | Trinité-et-Tobago | 11 s 45        |
| 8    | Eléni Artymatá          | Chypre            | 11 s 49        |

### Quarts de finale
| Rang | Athlète            | Pays              | Temps     |
| ---- | ------------------ | ----------------- | --------- |
| 1    | Kerron Stewart     | Jamaïque          | 10 s 92 Q |
| 2    | Chandra Sturrup    | Bahamas           | 11 s 06 Q |
| 3    | Semoy Hackett      | Trinité-et-Tobago | 11 s 37 Q |
| 4    | Guzel Khubbieva    | Ouzbékistan       | 11 s 43   |
| 5    | Ezinne Okparaebo   | Norvège           | 11 s 44   |
| 6    | Evgeniya Polyakova | Russie            | 11 s 52   |
| 7    | Ivet Lalova        | Bulgarie          | 11 s 54   |
| 8    | Yomara Hinestroza  | Colombie          | 11 s 76   |

| Rang | Athlète           | Pays                      | Temps          |
| ---- | ----------------- | ------------------------- | -------------- |
| 1    | Lauryn Williams   | États-Unis                | 11 s 06 Q (SB) |
| 2    | Aleen Bailey      | Jamaïque                  | 11 s 12 Q      |
| 3    | Tahesia Harrigan  | Îles Vierges britanniques | 11 s 21 Q      |
| 4    | Vida Anim         | Ghana                     | 11 s 34 q      |
| 5    | Eléni Artymatá    | Chypre                    | 11 s 37 q (PB) |
| 6    | Ayanna Hutchinson | Trinité-et-Tobago         | 11 s 40 q      |
| 7    | Chisato Fukushima | Japon                     | 11 s 43        |
| 8    | Myriam Soumaré    | France                    | 11 s 45        |

| Rang | Athlète                  | Pays       | Temps          |
| ---- | ------------------------ | ---------- | -------------- |
| 1    | Veronica Campbell-Brown  | Jamaïque   | 10 s 99 Q      |
| 2    | Debbie Ferguson-McKenzie | Bahamas    | 11 s 08 Q      |
| 3    | Muna Lee                 | États-Unis | 11 s 13 Q (SB) |
| 4    | Verena Sailer            | Allemagne  | 11 s 26 q      |
| 5    | Anna Geflikh             | Russie     | 11 s 46        |
| 6    | Nataliya Pohrebnyak      | Ukraine    | 11 s 49        |
| 7    | Rakia Al-Gassra          | Bahreïn    | 11 s 51        |
| 8    | Sónia Tavares            | Portugal   | 11 s 55        |

| Rang | Athlète                    | Pays                       | Temps     |
| ---- | -------------------------- | -------------------------- | --------- |
| 1    | Carmelita Jeter            | États-Unis                 | 10 s 94 Q |
| 2    | Shelly-Ann Fraser          | Jamaïque                   | 11 s 02 Q |
| 3    | Kelly-Ann Baptiste         | Trinité-et-Tobago          | 11 s 05 Q |
| 4    | Lucimar Aparecida de Moura | Brésil                     | 11 s 44   |
| 5    | Virgil Hodge               | Saint-Christophe-et-Niévès | 11 s 51   |
| 6    | Oludamola Osayomi          | Nigeria                    | 11 s 55   |
| 7    | Sheniqua Ferguson          | Bahamas                    | 11 s 59   |
| 8    | Marion Wagner              | Allemagne                  | 11 s 64   |

### Séries
| Rang | Athlète                    | Pays                   | Temps        |
| ---- | -------------------------- | ---------------------- | ------------ |
| 1    | Lucimar Aparecida de Moura | Brésil                 | 11 s 41 Q    |
| 2    | Shelly-Ann Fraser          | Jamaïque               | 11 s 41 Q    |
| 3    | Marion Wagner              | Allemagne              | 11 s 49 Q    |
| 4    | Yomara Hinestroza          | Colombie               | 11 s 61 q    |
| 5    | Paulette Zang Milama       | Gabon                  | 11 s 74      |
| 6    | Balpreet Kaur Purba        | Singapour              | 12 s 30 (SB) |
| 7    | Yvonne Bennet              | Îles Mariannes du Nord | DNS          |

| Rang | Athlète           | Temps          |
| ---- | ----------------- | -------------- |
| 1    | Kerron Stewart    | 11 s 31 Q      |
| 2    | Vida Anim         | 11 s 38 Q      |
| 3    | Ivet Lalova       | 11 s 48 Q (SB) |
| 4    | Chisato Fukushima | 11 s 52 q      |
| 5    | Feta Ahamada      | 11 s 80        |
| 6    | Fatou Tiyana      | 12 s 22 (PB)   |
| 7    | Dana Abdul Razak  | 12 s 38 (SB)   |

| Rang | Athlète             | Temps          |
| ---- | ------------------- | -------------- |
| 1    | Carmelita Jeter     | 11 s 22 Q      |
| 2    | Virgil Hodge        | 11 s 47 Q      |
| 3    | Rakia Al-Gassra     | 11 s 49 Q (SB) |
| 4    | Carol Rodríguez     | 11 s 64        |
| 5    | Halimat Ismaila     | 11 s 74        |
| 6    | Yah Soucko Koïta    | 12 s 16 (SB)   |
| 7    | Rosa Mystique Jones | 13 s 42 (SB)   |

| Rang | Athlète                  | Temps        |
| ---- | ------------------------ | ------------ |
| 1    | Debbie Ferguson-McKenzie | 11 s 26 Q    |
| 2    | Verena Sailer            | 11 s 29 Q    |
| 3    | Oludamola Osayomi        | 11 s 49 Q    |
| 4    | Sónia Tavares            | 11 s 64 q    |
| 5    | Ivana Rožhman            | 12 s 60      |
| 6    | Sorai Bella Reklai       | 13 s 75 (PB) |
| 7    | Muqimyar Robina          | 14 s 24 (SB) |

| Rang | Athlète            | Temps        |
| ---- | ------------------ | ------------ |
| 1    | Aleen Bailey       | 11 s 29 Q    |
| 2    | Evgeniya Polyakova | 11 s 41 Q    |
| 3    | Myriam Soumaré     | 11 s 45 Q    |
| 4    | Ayanna Hutchinson  | 11 s 54 q    |
| 5    | Ani Khachikyan     | 12 s 30 (SB) |
| 6    | Alice Khan         | 12 s 64 (PB) |
| 7    | Mariama Bah        | 13 s 33 (PB) |

| Rang | Athlète                 | Temps        |
| ---- | ----------------------- | ------------ |
| 1    | Veronica Campbell-Brown | 11 s 34 Q    |
| 2    | Ezinne Okparaebo        | 11 s 35 Q    |
| 3    | Semoy Hackett           | 11 s 36 Q    |
| 4    | Sheniqua Ferguson       | 11 s 57 q    |
| 5    | Gloria Diogo            | 11 s 78      |
| 6    | Philaylack Sackpraseuth | 13 s 42 (PB) |
| 7    | Asenate Manoa           | 13 s 75 (NR) |

| Rang | Athlète             | Temps        |
| ---- | ------------------- | ------------ |
| 1    | Lauryn Williams     | 11 s 36 Q    |
| 2    | Tahesia Harrigan    | 11 s 39 Q    |
| 3    | Nataliya Pohrebnyak | 11 s 54 Q    |
| 4    | Momoko Takahashi    | 11 s 75      |
| 5    | Martina Pretelli    | 12 s 65      |
| 6    | Terani Faremiro     | 12 s 96 (PB) |
| 7    | Tioiti Katutu       | 14 s 38 (PB) |

| Rang | Athlète              | Temps        |
| ---- | -------------------- | ------------ |
| 1    | Chandra Sturrup      | 11 s 28 Q    |
| 2    | Anna Geflikh         | 11 s 47 Q    |
| 3    | Guzel Khubbieva      | 11 s 63 Q    |
| 4    | Serafi Anelies Unani | 12 s 05 (PB) |
| 5    | Elis Lapenmal        | 13 s 11 (SB) |
| 6    | Savannah Sanitoa     | 14 s 23 (SB) |
| 7    | Blessing Okagbare    | DNS          |

| Rang | Athlète            | Temps        |
| ---- | ------------------ | ------------ |
| 1    | Kelly-Ann Baptiste | 11 s 42 Q    |
| 2    | Muna Lee           | 11 s 44 Q    |
| 3    | Eléni Artymatá     | 11 s 47 Q    |
| 4    | Courtney Patterson | 11 s 88      |
| 5    | Pia Tajnikar       | 11 s 88      |
| 6    | Pauline Kwalea     | 13 s 67 (SB) |
| 7    | Beatriz Mangue     | 14 s 03      |

## Légende
Records et Performances
- AR : Record continental (area record)
- CR : Record des championnats (championship record)
- MR : Record du meeting (meet record)
- NR : Record national (national record)
- OR : Record olympique (olympic record)
- PR : Record paralympique (paralympic record)
- PB : Record personnel (personal best)
- SB : Meilleure performance personnelle de la saison (season's best)
- WL : Meilleure performance mondiale de l'année (world leader)
- WJR : Record du monde junior (world junior record)
- WR : Record du monde (world record)

Circonstances et Conditions
- DNF : N'a pas terminé (did not finish)
- DNS : N'a pas pris le départ (did not start)
- DQ : Disqualification (disqualification)
- NM : Aucun essai valable enregistré (No Mark)
- Q : Qualifié « directement » au prochain tour (ou à la prochaine compétition), lors d'une compétition majeure, grâce au classement ou à la réalisation des minima (automatic qualifier)
- q : Qualifié au prochain tour (ou à la prochaine compétition), lors d'une compétition majeure, grâce au repêchage ou à la réalisation de l'une des meilleures performances parmi celles des « non qualifiés directement » (grâce au meilleur temps ou à la meilleure distance par exemple) (secondary qualifier)